# Udkantsdanmark
 Der er for få eller ingen kildehenvisninger i denne artikel, hvilket er et problem. Du kan hjælpe ved at angive troværdige kilder til de påstande, som fremføres i artiklen.

 Denne artikel bør gennemlæses af en person med fagkendskab for at sikre den faglige korrekthed.

Udkantsdanmark eller udkantskommunerne er en fælles betegnelse for dele af Danmark der ifølge samfundsforsker David Kempel "afviger negativt på socioøkonomiske parametre", og hvor "boligpriser, indkomst, formue, helbred og uddannelsesniveau" er væsentligt lavere end landsgennemsnittet. I 2010 definerede Indenrigs- og Sundhedsministeriet 16 af landets 98 kommuner som værende udkantskommuner. Ifølge Den Danske Ordbog kendes udtrykket "Udkantsdanmark" fra 1992.

## Historisk udvikling
Skiftende tider har vist, at områder, der før var udgrænset som "udkant", har været blandt de mest arbejdspladsskabende i Danmark, mens såkaldte centerområder omvendt mistede arbejdspladser. Dette var eksempelvis tilfældet fra 1870-erne frem til mellemkrigstiden, da stationsbyer og vejbyer blomstrede, og igen i 1970-erne. Udkantsdanmark havde også den laveste arbejdsløshed i 2012, mens kommuner i Hovedstadsområdet havde højere arbejdsløshed end resten af landet.

## Landdistrikternes Fællesråd
Landdistrikternes politiske interesser varetages af Landdistrikternes Fællesråd, som er den overordnede landdistriktsorganisation i Danmark. Landdistrikternes Fællesråd har hovedsæde på Roberthus i Egtved, og ledes af en bestyrelse med Steffen Damsgaard som formand.
Organisationen blev dannet i 1998 ved en fusion af Komité for Landsbyer og Landdistrikter (KLL), Landsbyerne i Danmark (LID) og Landsforeningen af Landsbysamfund (LAL). Landdistrikternes Fællesråd har i dag en bred medlemskreds, herunder 40 danske kommuner og en række større organisationer og virksomheder, blandt andre Dansk Erhverv, Landbrug & Fødevarer, Coop og Håndværksrådet.

## Definition
En "udkantskommune" er en kommune, hvis største by har mindre end 30.000 indbyggere og som ligger mere end 40 km fra nærmeste såkaldte "geografiske center"[kilde mangler] (hvorved forstås byer med over 40.000 arbejdspladser, og som har flere indpendlere end udpendlere – det vil sige Hovedstadsregionen, Århus Kommune, Odense Kommune og Aalborg Kommune) og mere end 30 km fra det nærmeste geografiske center i øvrigt. De geografiske centre i øvrigt defineres som kommuner med mindst 10.000 arbejdspladser med flere indpendlere end udpendlere[kilde mangler] – og omfatter således Guldborgsund Kommune, Næstved Kommune, Aabenraa Kommune, Fredericia Kommune, Kolding Kommune, Horsens Kommune, Vejle Kommune, Herning Kommune, Holstebro Kommune, Randers Kommune, Silkeborg Kommune, Skive Kommune, Slagelse Kommune, Viborg Kommune og Frederikshavn Kommune.
Pendlere i "udkantskommuner" får et særligt højt befordringsfradrag.

## Liste
Efter Strukturreformen i 2007, definerede Indenrigs- og Sundhedsministeriet i 2010 disse 16 kommuner som værende udkantskommuner:
- Bornholms Regionskommune
- Langeland Kommune
- Lemvig Kommune
- Lolland Kommune
- Læsø Kommune
- Morsø Kommune
- Norddjurs Kommune
- Ringkøbing-Skjern Kommune
- Samsø Kommune
- Skive Kommune
- Struer Kommune
- Thisted Kommune
- Tønder Kommune
- Varde Kommune
- Vesthimmerland Kommune
- Ærø Kommune